# Zelingrad
Zelingrad, utvrda u mjestu i općini Sveti Ivan Zelina, zaštićeno kulturno dobro.

## Opis dobra
Utvrđeni srednjovjekovni grad nastao je u tri faze koje su datirane u 13. st., nakon 1490. i 1535. godine. Napušten je početkom 17. st. Bio je okružen jarkom, a građen je kamenom. Sastojao se od središnjeg stambenog dijela s unutarnjim dvorištem i vanjskog obrambenog zida s ukupno tri polukružne obrambene kule: dvije na sjevernoj i jedne na jugozapadnoj strani. Stambeni dio obuhvaćao je dvije prostorije ispred kojih je formirano dvorište s cisternom za vodu kružnog tlocrta, zidanom klesancima. U drugom vanjskom dvorištu, opasanom zidom utvrde bio je smješten plato s radionicama te južni objekt s ulazom u grad. Ubraja se među značajne burgove šire okolice Zagreba srednjovjekovnog razdoblja.

## Zaštita
Pod oznakom Z-3917 zavedena je kao nepokretno kulturno dobro – pojedinačno, pravna statusa zaštićena kulturnog dobra, klasificirano kao "profana graditeljska baština".